# Schloss Eichholz (Schlesien)

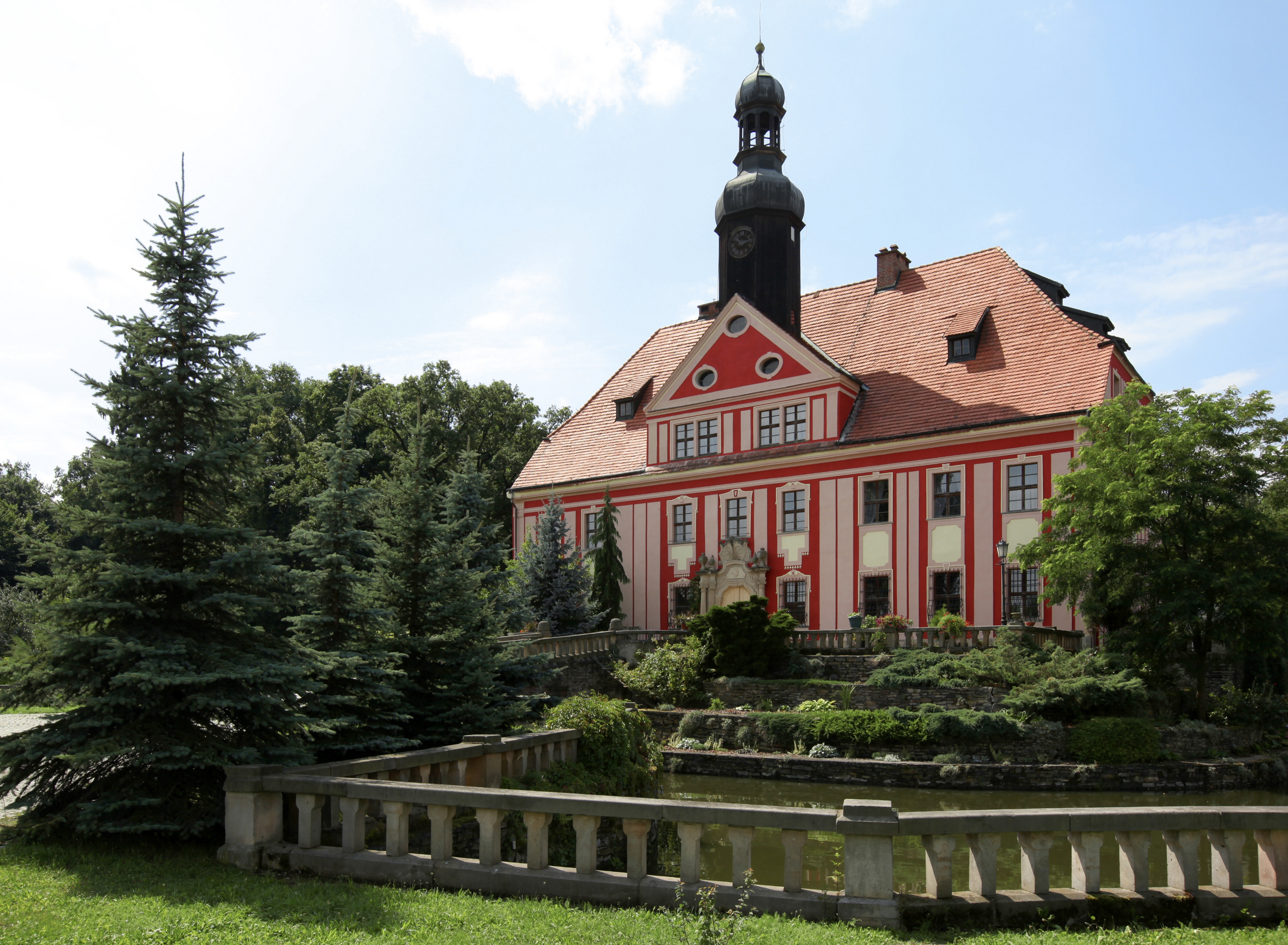
Schloss Eichholz, Ansicht von Nordosten

Schloss Eichholz (polnisch Pałac Warmątowice Sienkiewiczowskie) ist ein polnisches Schloss neun Kilometer südwestlich von Legnica (deutsch Liegnitz) in Warmątowice Sienkiewiczowskie (deutsch Eichholz), einem Ortsteil von Krotoszyce (deutsch Kroitsch) in der Woiwodschaft Niederschlesien. Es wurzelt in einem mittelalterlichen festen Haus, das von der Familie von Zedlitz zu Beginn des 17. Jahrhunderts durch ein Herrenhaus im Stil der Renaissance ersetzt und um die Mitte des 18. Jahrhunderts barock überformt wurde. Im Zweiten Weltkrieg geplündert und verwüstet, wurde die Anlage in den 1960er Jahren durch einen staatseigenen Betrieb genutzt, ehe sie leer stand und allmählich verwahrloste. 1995 kamen die Gebäude in Privatbesitz, und die neuen Eigentümer restaurierten das Schloss. Sie nutzen es heute als Wohnsitz und führen es als kleines Hotel.
Die Anlage steht zusammen mit ihrem Schlosspark und einem darin befindlichen Gartenpavillon unter Denkmalschutz. Das Schloss ist seit dem 31. Juli 1960 geschützt, während der Pavillon am 5. September 1961 unter Schutz gestellt wurde. Die Aufnahme des Schlossparks in die Denkmalliste erfolgte erst 15 Jahre später am 22. September 1976.

## Geschichte
Das Dorf, in dem das Schloss steht, wurde erstmals 1217 urkundlich erwähnt, und mindestens seit dem 15. Jahrhundert gab es dort ein festes Haus samt zugehörigem Gut. Ab 1506 gehörte dieser Herrensitz Hans von Eichholz, dem später die Familie von Tunckel als Eigentümerin folgte. 1602 erwarb Wenzel von Zedlitz, der Landeshauptmann der Herzogtümer Liegnitz und Brieg sowie Vormund der piastischen Prinzen, das Anwesen für 11.000 Taler und ließ anstatt des festen Hauses ein von breiten Wassergräben umgebenes Herrenhaus im Stil der Renaissance errichten. Den Besitz vermachte er bei seinem Tod seiner dritten Frau Anna von Canitz, die ihn 1639 dem österreichisch-kaiserlichen Obristen Freiherr Johannes Sieghofer von Siegenberg verkaufte. Bei dessen Tod 1649 erbte seine Frau Eva das Anwesen. Durch ihre zweite Ehe mit dem Freiherrn Karl Heinrich Zahradecky von Zahradek gelangte Schloss Eichholz an dessen Familie.
Die Freiherren von Zahradek veräußerten das Schloss 1736 an Carl Ferdinand von Seherr-Thoss, der es in der Zeit von 1748 bis 1762 barock umgestalten ließ. Die Arbeiten betrafen mehrheitlich das Innere des Herrenhauses, außen wurden lediglich das Portal und der darüber liegende Dreiecksgiebel verändert. 1782 verkaufte Carl Friedrich von Seherr-Thoss das Schloss samt zugehörigem Gutshof an Gotthard Oswald von Tschammer. Er blieb jedoch nicht lange Eigentümer, denn schon 1790 wurde Graf Carl von Roedern neuer Schlossherr. Nach dessen Tod im Jahr 1795 veräußerte seine Witwe den Besitz an den königlich-preußischen geheimen Oberfinanzrat und Präsidenten der südpreußischen Kriegs- und Domänenkammer, Graf Hartwig Ludwig Anton von Hoym. Kurz vor seinem Tod schenkte er das Schloss 1811 seiner Verwandten Fanny Biron von Curland, geborene Gräfin von Maltzahn.

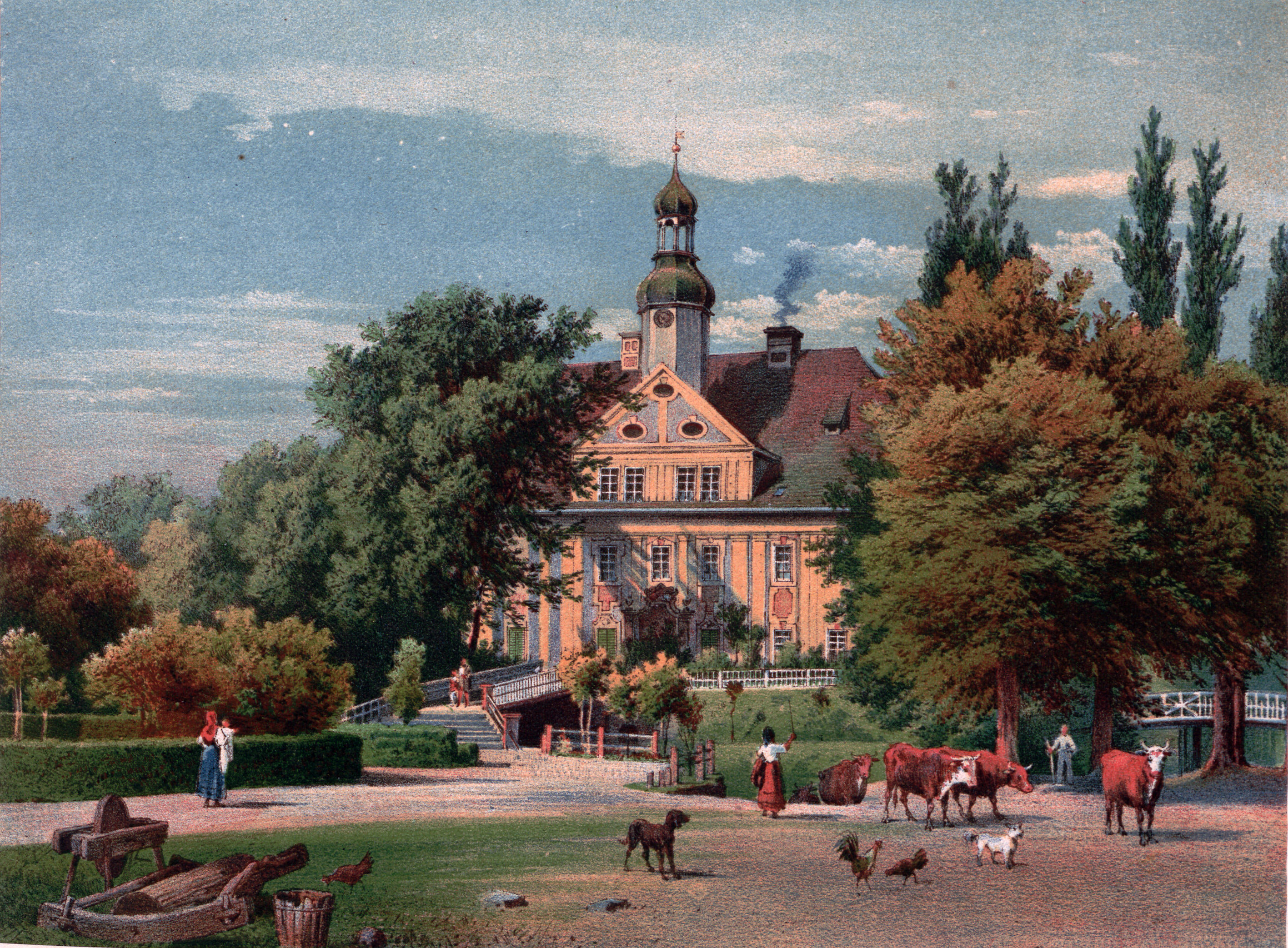
Lithografie des Schlosses aus der Zeit um 1869

Fanny verkaufte das Anwesen 1812 an den königlich-preußischen Oberleutnant Louis Seraphim von Olszewski, dessen Familie ursprünglich aus Podlachien stammte. Seine Familie blieb anschließend über 100 Jahre lang Herrin von Eichholz, verlor das Schloss aber im Zweiten Weltkrieg. Am 26. August 1813 schlug der preußische Feldmarschall Blücher während der Befreiungskriege sein Hauptquartier im Schloss auf, ehe die Schlesische Armee unter seinem Oberbefehl in der Schlacht an der Katzbach die französischen Truppen besiegen konnte. Ein vor dem Schloss aufgestellter Obelisk mit Inschrift erinnert an das Ereignis. Der letzte männliche Vertreter der Familie Olszewski auf Eichholz war Alfred, ein großer Verehrer des polnischen Schriftstellers und Nobelpreisträgers Henryk Sienkiewicz sowie Anhänger des „polnischen Gedankens“. In seinem Testament verfügte er, dass seine Kinder nur dann den Familienbesitz erben sollten, wenn sie bis zu ihrem 30. Lebensjahr bewiesen hatten, dass sie der polnischen Sprache mächtig waren und Kenntnisse der Geschichte sowie Kultur Polens besaßen. Außerdem sollten sie die polnische Staatsbürgerschaft annehmen. Seine Kinder waren jedoch nicht gewillt, diese Bedingungen zu erfüllen, weshalb nach Alfreds Tod Schloss Eichholz mit seinem acht Hektar großen Park sowie der Gutshof mit 287 Hektar Landbesitz an Sienkiewicz gehen sollten. Allein das Schloss war zu jener Zeit eine Million Goldmark wert. Alfreds Witwe Gabriele versuchte nach seinem Tod 1909 vergeblich, das Testament anzufechten, was sich im Nachhinein als unnötig erwies, denn der Schriftsteller verzichtete auf das Erbe. 1932 übergab die Witwe das Anwesen ihrer Tochter Draga von Olszweski, die seit 1913 mit dem General-Landschaftsdirektor von Schlesien Heinrich Freiherr von Zedlitz und Neukirch verheiratet war und den Besitz somit wieder an jene Familie brachte, die ihn schon von 1598 bis 1639 besessen hatte. In Erinnerung an die kuriose Episode in der Schlossgeschichte wurde der Ort im Februar 1998 von Warmątowice in Warmątowice Sienkiewiczowskie umbenannt.
Im Zweiten Weltkrieg nutzte der Provinzialkonservator für Niederschlesien, Günther Grundmann, das Schloss als Depot für „bombengefährdete Kunstgüter“ und lagerte dort ab 1944 die große numismatische Sammlung des Stadtmuseums von Breslau. Sie ist heute jedoch verschollen. Beim Einmarsch russischer Truppen im Frühjahr 1945 wurde die Schlossanlage geplündert und verwüstet. Die Eigentümerfamilie war nur wenige Tage zuvor nach Westen geflüchtet  und lebte dann in Bayern. Ab 1945 von Betroffenen der Zwangsumsiedlung von Polen aus den ehemaligen polnischen Ostgebieten bewohnt, wurde das Schloss in den 1960er Jahren durch ein volkseigenes Gut genutzt, ehe es leer stand und zunehmend verwahrloste. Pläne in den 1970er Jahren, das Anwesen zu einer Sienkiewicz-Gedenkstätte mit Gastronomiebetrieb zu machen, wurden nicht realisiert, und so verfielen die Gebäude weiter. Nachdem die Familie Rabkowski das Anwesen 1995 gekauft hatte, begannen wieder bessere Zeiten. Die Rabkowskis restaurierten das Schloss mehrere Jahre lang und richteten in den einstigen Gästezimmern des Herrenhauses ein kleines Hotel ein. Der ehemalige Kuhstall wurde zu einem Festsaal umgebaut, in dem heute Feiern für Familien und Firmen ausgerichtet werden.

## Beschreibung
Schloss Eichholz besteht aus einem Herrenhaus und Wirtschaftsgebäuden, die östlich davon liegen. Die Ökonomiebauten gehörten früher zu einem großen Gutshof und umgeben an drei Seiten einen Hof, der zugleich als Vorhof für das Herrenhaus dient. Das Ensemble liegt inmitten eines 19 Hektar großen Landschaftsparks mit 58 verschiedenen Baumarten und einem achteckigen Gartenpavillon aus dem 18. Jahrhundert. Letzterer stammt wohl aus der gleichen Zeit wie der barocke Umbau des Schlosses. Der Park wurde Ende des 19. Jahrhunderts angelegt, wobei auch der westlich des Schlosses gelegene und zuvor als Tierpark genutzte Wald in die Gestaltung einbezogen wurde. Nach dem Vorbild der englischen belt walks führt ein Weg um den gesamten Schlosspark herum.

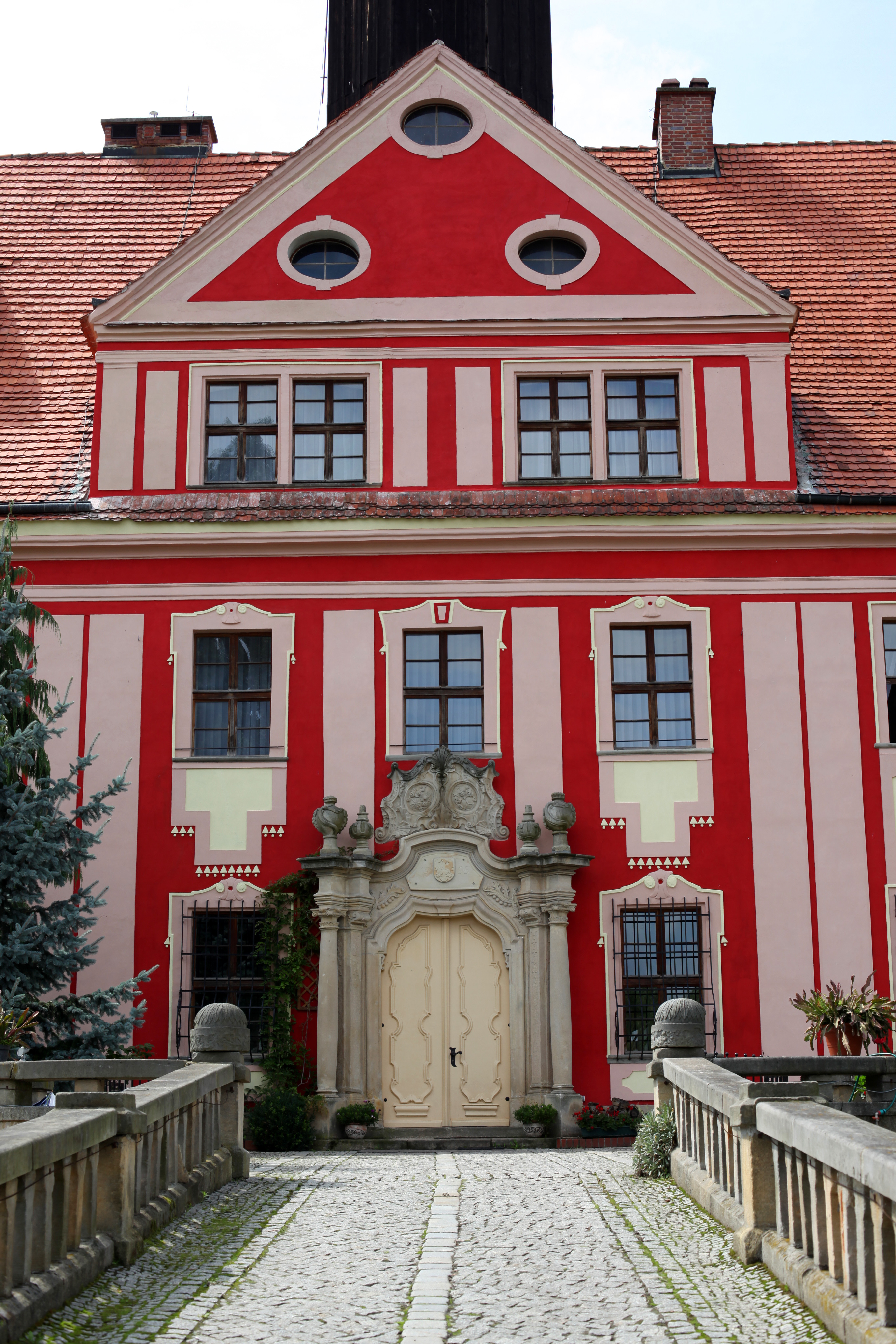
Portal des Herrenhauses

Das barocke Herrenhaus steht auf einer Insel, die von einem breiten Wassergraben umgeben ist. Zu ihm führt eine steinerne Brücke mit Balusterbrüstung. Diese Brüstung setzt sich rund um den Wassergraben als seine Einfassung fort. Der zweigeschossige Rechteckbau des Herrenhauses ist an der Eingangsseite durch Fenster in acht Achsen unterteilt, wobei das aufwändig gestaltete Portal in der vierten Achse liegt. Es befindet sich nicht genau in der Mitte der Fassade und entspricht somit nicht dem barocken Ideal, zeugt auf diese Weise aber gleichzeitig davon, dass das heutige Gebäude durch Umbau eines Renaissancehauses entstand. Von dessen Bauzeit kündet heute noch eine eingemeißelte Inschrift. Über der Achse mit Eingang sowie den zwei flankierenden Achsen erhebt sich auf Höhe des Krüppelwalmdachs ein Zwerchhaus mit Dreiecksgiebel und großem Uhrenturm, der mit einer Laterne und einer Zwiebelhaube ausgestattet ist. Über dem von Säulen flankierten Portal hängt das Allianzwappen der Familien von Seherr-Thoss und von Kreckwitz. Bis 2007 war darunter eine Inschrift zu sehen, die lautete: „Wo Zedlitz 1602, Siegenberg 1639 und Zaradecker 1653 bis 1736 waren, Da sucht ein Seherr-Thoss 1748 im Bauen fortzufahren, Er baut sein Eigenthum zwar nur von Innen aus, Doch schreibt er auswärts hin Gott segne dieses Haus“. Heute ist sie von einer Sandsteinplatte mit dem schlesischen Adler abgedeckt.
Von der historischen Innenausstattung sind eine barock bemalte Holzbalkendecke aus der Renaissancezeit und der Festsaal im Obergeschoss des Gebäudes erhalten.